# Programa Internacional de Geociencias y Geoparques
El Programa Internacional de Geociencias y Geoparques (PIGG por sus siglas en inglés) es una iniciativa de cooperación internacional promovida por la UNESCO y la Unión Internacional de Ciencias Geológicas (IUGS).
Este programa surgió en 1972 y se denominó inicialmente como Programa Internacional de Correlación Geológica o PICG, que es como a veces nos encontramos su acrónimo en publicaciones científicas o de divulgación en lengua española. El nombre fue cambiado en noviembre de 2015 por el de Programa Internacional de Geociencias y Geoparques ya que los Geoparques a nivel mundial se convirtieron en parte del programa.  
El propósito del PICG es el de abrir a la cooperación internacional las investigaciones de los geocientíficos de todos los países adscritos rompiendo las fronteras nacionales y fomentando investigaciones conjuntas, reuniones y talleres internacionales. En la actualidad, el PICG tiene alrededor de 400 proyectos activos en los que participan miles de científicos de unos 150 países.

## Páginas relacionadas
- Red Mundial de Geoparques UNESCO
- Red de Geoparques Europeos
- Geoparques
- Geociencias